# Verney-Carron
Pour les articles homonymes, voir Verney et Carron.
Verney-Carron, fabricant d'armes de chasse français et d'armes de guerre, est situé depuis son origine, en 1820, à Saint-Étienne.
Son activité principale est la fabrication et la distribution d'une gamme de fusils, carabines de chasse sous la marque déposée Verney-Carron. Il fabrique et distribue également les lanceurs de balle de défense Flash-Ball qui équipent la police nationale et la gendarmerie nationale en France. Les vêtements et accessoires de chasse portant la marque Ligne Verney-Carron sont fabriqués et distribués par la société CI-LVC SAS a qui la société Verney-Carron SA a consenti un contrat de licence de marque.
Depuis 2015, Verney-Carron développe de nouvelles armes pour les armées. À compter de novembre 2023, l'entreprise participe à la fourniture d'armes à l'Ukraine dans sa résistance face à l'invasion de l'Ukraine par la Russie, ce pays ayant commencé la guerre le 24 février 2022.

## Histoire
La société est fondée en 1820 par l'armurier Claude Verney (1800-1870), issu d'une famille d'armuriers éminents depuis 1650, qui a remporté le premier prix d'un concours d'armurerie organisé par la Ville de Saint-Étienne à l'âge de 20 ans. Plus tard, il a épousé Antoinette Carron, la fille d'une autre famille d'armurier, en 1830 et a changé le nom de son entreprise en Verney-Carron. Lorsque Claude Verney meurt en 1870, son fils aîné Jean (1839-1916) reprend l'affaire avec ses frères et l'entreprise s'appelle Verney-Carron Frères avant d'être restituée à l'ancien nom par le fils de Jean, Claude (1868-1941) en 1917 après la mort de Jean.
Après la Première Guerre mondiale, Verney-Carron assimile les employés et l'équipement d'un autre fabricant, Auguste Marze, en 1926, créant la nouvelle société Verney-Carron SA. Le grand krach de 1929 et la dépression économique qui suivit font progressivement basculer l'entreprise, qui opérait en vente directe, dans une entreprise de fabrication vendant à travers un réseau de détaillants d'armes à feu. À partir de 1936, Verney-Carron se diversifie en ajoutant la distribution de matériel de pêche et de tennis ainsi que la fabrication de vélos à son portefeuille d'activités, ce qui lui permet de survivre aux difficiles années de la Seconde Guerre mondiale.
À la fin de la Seconde Guerre mondiale, l'entreprise est reconstruite par l'assemblage de six fabricants, sous le nom de « Groupement d'Exploitation des Fabricants d'Armes Réunis (GEFAR) ». Malgré la concurrence des arsenaux nationaux, plus de 150 000 armes à feu ont été fabriquées, la plupart sous la marque "Pionnier". En 1954, la société signe la licence avec un fabricant italien peu connu, qui vient de terminer le développement d'un fusil de chasse semi-automatique très léger, pour fabriquer le produit, marquant un nouveau tournant de Verney-Carron entrant dans l'ère de la production industrielle moderne.
En 1963, Verney-Carron absorbe « SIFARM », une combinaison des vénérables fabricants « Berthon Frères, Francisque Darne, Didier-Drevet, Gerest et Ronchard-Cizeron », ainsi que la célèbre « Canonnerie Jean Breuil ». Le Sagittaire, premier fusil superposé français de grande série, sort en 1966, devient immédiatement un véritable leader sur le marché et la production double de 1970 à 1975. Cependant, l'entreprise ferme les installations du Cours Fauriel pour se concentrer ses opérations dans les ateliers mécaniques du boulevard Thiers au cours d'une période très difficile qui a suivi les années 1980. Au cours de cette période, Verney-Carron remporte le contrat de fabrication de sous-ensembles pour le FAMAS, le nouveau fusil d'assaut de l'armée française. Le FAMAS reste le fusil de l'armée française jusqu'en 2016
En 1985, un Sagittaire avec un récepteur en alliage léger a été introduit et a été un succès immédiat qui a permis au Sagittaire de conserver sa position de n° 1 sur le marché. Trois ans plus tard, en 1988, le nouveau Super 9 a été introduit dans le modèle «Trap» et a été suivi de nombreux autres, notamment le modèle « Plume » en 1993. Le Super 9 a progressivement remplacé l'ancienne ligne Sagittaire mais un modèle, le "Double Express", a été introduit en 1989, qui, ajouté au fusil "Impact", a amélioré les ventes d'armes à feu rayées. Un nouveau modèle de Sagittaire appelé « Nouvelle Technologie » a été introduit en 1994 et a été salué par l'ensemble de la presse spécialisée dans la chasse et enthousiasmé par les chasseurs.
En 1990, la commercialisation d'une toute nouvelle arme défensive appelée «Flash-Ball» a été lancée et a depuis été adoptée par plusieurs services de police et d'application de la loi. En 1999, un nouveau Flash-Ball destinée au secteur de la sécurité, baptisée «Super Pro», deviendra peu à peu l'une des armes de base de la police nationale française et attend d'équiper la police municipale. Un nouveau fusil à verrou, l'Impact Plus, est sorti en 1996. En 2000, la carabine Impact Auto, première et unique carabine de chasse automatique fabriquée en France, est lancée en s'appuyant sur le succès de l'Impact Plus.
En 2017, l'entreprise crée un pôle défense afin de pouvoir répondre aux appels d'offres des forces armées. Rapidement écarté du marché pour la fourniture de fusils d'assaut (finalement remporté par le fusil allemand HK416 , lui-même version améliorée de l'américain Colt M4), Verney-Carron espère avoir plus de chances sur le marché des fusils de précision, plus proche de son cœur de métier, lancé le 18 août 2018. Verney-Carron s'associe à deux sous-traitants européens : le fabricant scandinave de munitions Nammo et une ancienne filiale d'électronique de défense d'Airbus basée en Allemagne. Il affronte pour ce marché l'allemand Heckler & Koch, l'italien Berreta et le belge FN Herstal, mais c'est l'offre d'Herstal qui est retenue en 2020.
Début 2022, l'entreprise en difficulté est reprise par Cybergun, spécialisée dans l'airsoft.
Le 6 novembre 2023, Verney-Carron signe un contrat de 36 millions d'euros (38,6 millions de dollars) pour fournir à l'Ukraine 10 000 fusils d'assaut, 2 000 fusils de précision et 400 lance-grenades,.
Le mardi 11 février 2025, La société actionnaire Cybergun annonce que sa filiale Verney-Carron est en état de cessation des paiements,. Le 13 février 2025, le tribunal de commerce de Saint-Étienne a autorisé l'ouverture d'une procédure de redressement judiciaire pour Verney-Carron, visant à sécuriser son avenir. L'entreprise a subi une perte de 4,54 millions d'euros en 2023.
En 2025, après avoir été placée en redressement judiciaire en février, l'entreprise reçoit deux offres ferme, l'une venant du groupe belge FN Browning, un acteur majeur de l'armement,, et l'autre provenant d'une alliance entre le stéphanois Rivolier (distributeur exclusif de la marque depuis 2023) et RSBC, entreprise Tchèque propriétaire notamment des marques Steyr et Arex. Deux autres offres plus modestes sont également étudiées.
Lors d'une audience du 4 mai 2025, le tribunal de commerce de Saint Etienne annonce la reprise de l'entreprise par Rivolier et RSBC et le maintien de 55 postes sur 66 au détriment du groupe FN Browning.

## Produits
- Fusils de chasse : superposés (Sagittaire/SagittaireXS & Vercar), juxtaposés (Vercar), Stop&Go (Véloce), à pompe rayé (P12), semi-automatiques (V12N & Matrix) & mono-canon basculant (Solo).
- Carabines : superposées (Sagittaire & SagittaireXS), Stop&Go (Speedline), semi-automatique (Impact NT) & linéaire (Impact LA).
- Armes fines de chasse : fabrication Artisanale à l'unité et sur mesure de fusils et carabines de chasse par L'Atelier Verney-Carron (Demas Artisan).
- Armes "semi-létales" : Flash-Ball.
- Pistolet-Mitrailleur (VCD9), fusil d'assaut (VCD 15) et fusil de précision semi-automatique (VCD 10)[13].